# Obłok Oorta

Przypuszczalne rozmiary Obłoku Oorta w porównaniu z resztą Układu Słonecznego

Obłok Oorta (znany też pod nazwą Obłoku Öpika-Oorta) – hipotetyczny, sferyczny obłok, składający się z pyłu, drobnych okruchów i planetoid obiegających Słońce w odległości od 300 do 100 000 j.a. Składa się głównie z lodu i zestalonych gazów takich jak amoniak czy metan. Rozciąga się do około jednej czwartej odległości do Proximy Centauri i około tysiąckrotnie dalej niż Pas Kuipera i dysk rozproszony, gdzie krążą znane obiekty transneptunowe. Zewnętrzne granice Obłoku Oorta wyznaczają granicę dominacji grawitacyjnej Układu Słonecznego.
Obłok Oorta jest pozostałością po formowaniu się Układu Słonecznego. W jego skład wchodzą obiekty wyrzucone z Układu przez oddziaływanie grawitacyjne gazowych olbrzymów we wczesnym okresie jego formowania. Można w nim wyróżnić dwa obszary: sferyczny obłok zewnętrzny i spłaszczony obłok wewnętrzny.
Choć dotychczas nie ma potwierdzonych bezpośrednich obserwacji Obłoku Oorta, jego istnienia mają dowodzić komety długookresowe i wiele obiektów z grupy centaurów.
Zewnętrzny Obłok Oorta jest słabo związany grawitacyjnie z Układem Słonecznym i dlatego łatwo ulega zaburzeniom grawitacyjnym pod wpływem pobliskich gwiazd i sił pływowych Drogi Mlecznej. Te zaburzenia wytrącają komety z ich orbit i wysyłają je w okolice planet wewnętrznych. Choć trajektorie większości komet wskazują, że pochodzą one z dysku rozproszonego, niektóre z nich mogą pochodzić z dalszych obszarów. Spośród kilkuset planetoid, zaobserwowanych dotychczas za orbitą Neptuna, cztery mogą stanowić część Obłoku Oorta: (90377) Sedna, 2000 CR105, 2006 SQ372 i 2008 KV42.

## Hipotezy
W 1932 roku astronom estoński Ernst Öpik postawił hipotezę, że źródłem komet długookresowych jest obłok obiektów rozciągający się poza granicami Układu Słonecznego. W 1950 roku na ten sam pomysł wpadł niezależnie holenderski astronom Jan Hendrik Oort, starając się znaleźć rozwiązanie następującego problemu: orbity komet są niestabilne i każda z nich musi w końcu albo zderzyć się ze Słońcem lub z którąś z planet, albo zostać wyrzucona poza Układ. Dodatkowo komety, przechodząc w pobliżu Słońca i nagrzewając się, tracą część swojej masy. Tym samym nie mogą one znajdować się na dzisiejszych orbitach od początku swojego istnienia. Musiały formować się gdzieś indziej i pozostać tam przez miliardy lat, aż do czasów dzisiejszych.
Wyróżnia się dwie główne klasy komet: krótkookresowe i długookresowe. Krótkookresowe mają stosunkowo krótkie orbity (poniżej 10 j.a.) i tak jak planety poruszają się w płaszczyźnie ekliptyki. Komety długookresowe mają długie orbity rzędu tysięcy j.a. i przybywają z kierunków losowych. Oort zauważył, że orbity komet długookresowych szczególnie często mają rozmiary rzędu 20 000 j.a., co sugeruje istnienie dużego zbioru obiektów w takiej odległości od Słońca. Pojawianie się rzadziej występujących komet, o orbitach rzędu 10 000 j.a., miałoby być efektem przechodzenia komet w pobliżu innych obiektów, zaburzających ich pierwotną orbitę.

## Struktura i skład

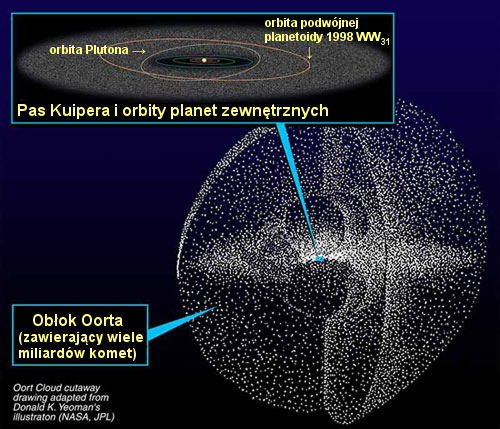
Kształt Obłoku Oorta i Pasa Kuipera (wizja artysty)

Obłok Oorta zaczyna się 2000–5000 j.a. od Słońca i sięga 50 000 lub nawet 100 000 j.a. od niego. Można go podzielić na sferyczny obłok zewnętrzny (20 000–50 000 j.a.) i płaski obłok wewnętrzny (2000–20 000 j.a.). Obłok zewnętrzny jest słabo związany ze Słońcem i jest źródłem długookresowych i nieokresowych komet. Według modeli powstawania Układu Słonecznego obłok wewnętrzny zawiera dziesiątki lub setki razy więcej obiektów niż zewnętrzny. Jest także potencjalnym źródłem nowych komet dla relatywnie rzadkiego zewnętrznego obłoku, dzięki czemu może on utrzymywać się przez miliardy lat.
Uważa się, że zewnętrzna część Obłoku Oorta może zawierać kilka bilionów obiektów o średnicy powyżej 1,3 km (wiele miliardów ma absolutną wielkość gwiazdową mniejszą niż 11), co oznacza, że przeciętne odległości między tymi obiektami wynoszą dziesiątki milionów kilometrów. Jego całkowita masa nie jest dokładnie znana, ale przyjmując kometę Halleya za przeciętną kometę z tego zbioru, można ją oszacować na 3×1025 kg, czyli około pięciokrotność masy Ziemi. Wcześniejsze oszacowania podawały większe wielkości (do 380 mas Ziemi), ale rozwój wiedzy o rozkładzie wielkości komet długookresowych spowodował ich obniżenie. Masa wewnętrznego Obłoku Oorta nie jest znana.
Jeśli przybywające do wewnątrz Układu komety uznać za reprezentatywną próbkę, to znaczna większość obiektów Obłoku Oorta składa się głównie z zestalonych prostych związków: wody, etanu, tlenku węgla i cyjanowodoru. Ostatnie odkrycia skalistych obiektów na bardzo wydłużonych orbitach sugerują jednak, że Obłok może zawierać również duże ilości skał.
Porównanie składu izotopowego węgla i azotu w kometach długookresowych i w obiektach pochodzących z okolic orbity Jowisza, pokazuje bardzo niewielkie różnice pomiędzy tymi dwiema grupami. Sugeruje to wspólne pochodzenie tych dwóch grup. Hipoteza ta jest poparta dodatkowo badaniami składu chemicznego komet z Obłoku Oorta i wynikami misji Deep Impact.

## Powstanie
Obłok Oorta ma stanowić pozostałość dysku protoplanetarnego, z którego powstały planety Układu Słonecznego. Najpopularniejsze hipotezy zakładają, że obiekty Obłoku Oorta formowały się znacznie bliżej Słońca, w podobny sposób jak planety i planetoidy. Następnie w wyniku oddziaływania z gazowymi gigantami zostały wypchnięte na bardzo wydłużone orbity. Komputerowe symulacje pokazują, że liczba obiektów w Obłoku była największa, gdy Układ Słoneczny miał około 800 milionów lat. Później szybkość powstawania nowych obiektów zmalała poniżej szybkości ich ubywania z Obłoku.
Julio Ángel Fernández przeprowadził symulacje, według których dysk rozproszony, będący głównym źródłem komet okresowych, może także być głównym źródłem obiektów w Obłoku Oorta. Około połowy obiektów wytrąconych z tego dysku trafia na wydłużone orbity i staje się częścią Obłoku, jedna czwarta trafia w wewnętrzne rejony Układu, a jedna czwarta zostaje całkowicie wyrzucona poza Układ. Proces ten może następować również w dzisiejszych czasach. W ciągu 2,5 miliarda lat około jedna trzecia obiektów z dysku rozproszonego może w ten sposób trafić do Obłoku.
Symulacje komputerowe sugerują też, że zderzenia pomiędzy formującymi się kometami odgrywały istotną rolę w procesie formowania się Obłoku. Na wydłużone orbity zostały wysłane obiekty o łącznej masie 50–100 mas Ziemi. Większość z tych obiektów po drodze zderzyła się jednak z innymi obiektami i w efekcie nie dotarła nigdy w jego zewnętrzne rejony. Z tego powodu masa zewnętrznego obłoku jest znacznie mniejsza niż początkowo zakładano.
Oddziaływanie grawitacyjne z pobliskimi gwiazdami i siły pływowe Drogi Mlecznej odkształciły orbity komet znajdujących się daleko od Słońca i nadały im bardziej kolisty kształt. Z tego powodu zewnętrzny Obłok Oorta jest w przybliżeniu sferyczny. Na obłok wewnętrzny, mocniej związany ze Słońcem, siły te mają mniejszy wpływ i jego odkształcanie następuje wolniej. Modele powstania Obłoku Oorta są zgodne z hipotezą, mówiącą, że Układ Słoneczny powstał wewnątrz gromady 200–400 gwiazd. Te gwiazdy odegrały istotną rolę w powstawaniu Obłoku, ponieważ ich częste przejścia w pobliżu Słońca wywoływały większe zaburzenia w trajektoriach komet.

## Komety

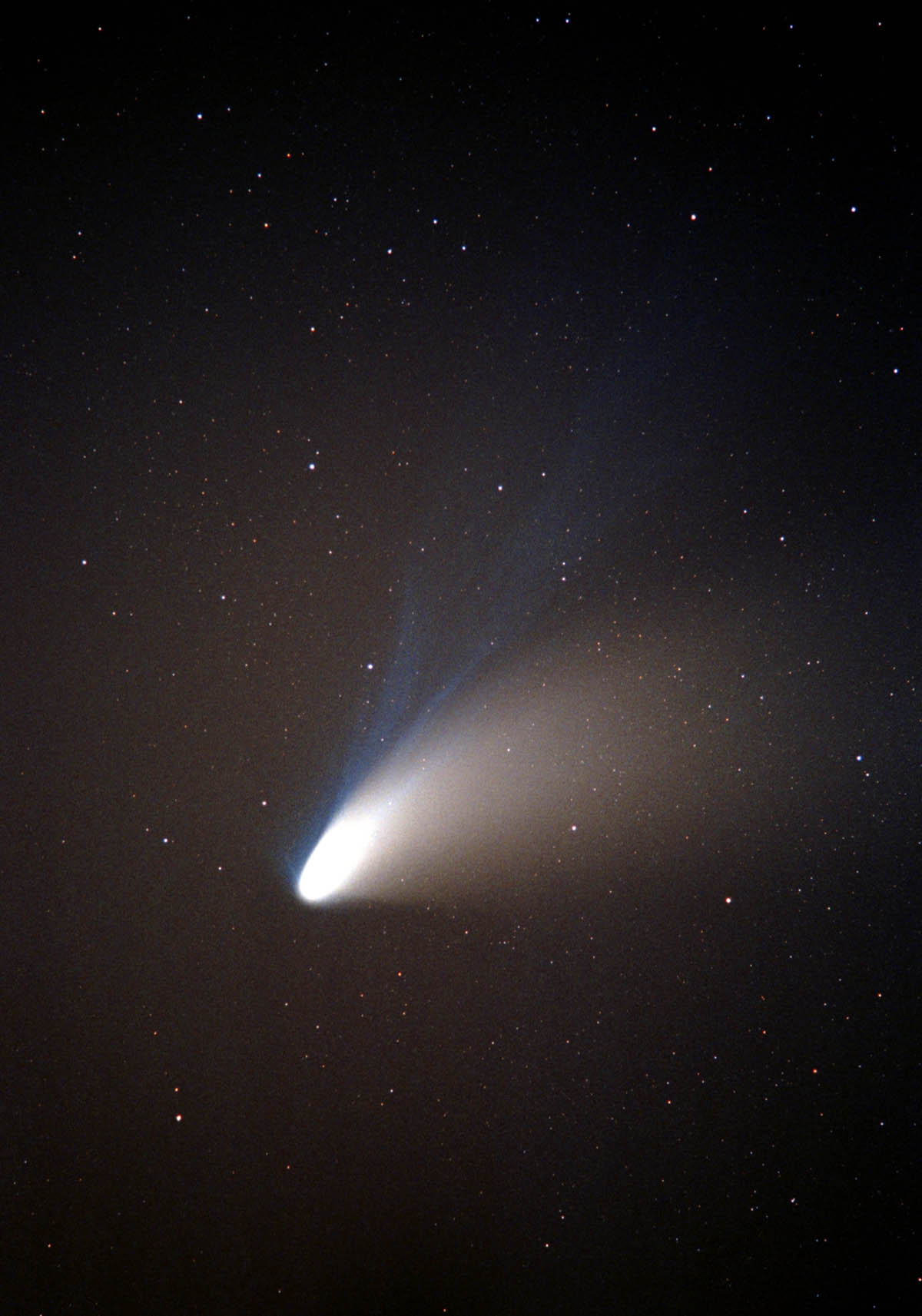
Kometa Hale’a-Boppa, typowy przedstawiciel obiektów Obłoku Oorta

W Układzie Słonecznym istnieją dwa główne źródła komet. Komety krótkookresowe (o orbitach poniżej 200 lat) zwykle pochodzą z Pasa Kuipera lub dysku rozproszonego – stosunkowo płaskich dysków złożonych z lodowych obiektów krążących za orbitą Neptuna, 30–100 j.a. od Słońca. Komety długookresowe, takie jak Kometa Hale’a-Boppa, których orbity mają tysiące lat, pochodzą z Obłoku Oorta. Orbity ciał w Pasie Kuipera są stosunkowo stabilne, dlatego niewiele komet pochodzi stamtąd. Dysk rozproszony jest znacznie bardziej aktywny i częściej jego obiekty są wytrącane ze swoich orbit w kierunku Słońca. Te, których orbity przebiegają w pobliżu zewnętrznych planet, zalicza się do grupy centaurów. Jeśli w wyniku oddziaływania z planetami-olbrzymami zostaną one wysłane w pobliże planet wewnętrznych, stają się krótkookresowymi kometami.
Komety krótkookresowe można podzielić na dwie kolejne grupy: komety jowiszowe, pochodzące z dysku rozproszonego, oraz komety z rodziny komety Halleya, które choć są krótkookresowe, pochodzą z Obłoku Oorta. Te drugie w przeszłości musiały pod wpływem którejś z planet zmienić swoją orbitę na ciaśniejszą.
Oort zauważył, że liczba komet krótkookresowych jest o wiele mniejsza niż to przewidują modele. Żaden znany proces fizyczny nie rozwiązywał tego problemu „znikających komet”. Spekulowano, że przyczyną może być rozpadanie się komet pod wpływem sił pływowych lub zderzeń, bądź odparowanie gazów tworzących ogon, w wyniku czego komety stawałyby się niewidoczne. Badania statystyczne komet z Obłoku Oorta pokazały, że w obszarze planet zewnętrznych występują one kilkukrotnie gęściej niż w obszarze planet wewnętrznych. Tę różnicę może powodować obecność Jowisza, który swoją grawitacją zaburza tory komet kierujących się do wewnątrz Układu i doprowadza do ich zderzenia ze sobą, jak w przypadku komety Shoemaker-Levy 9.

## Pływy galaktyczne
Większość komet pokazujących się w pobliżu Słońca dociera w jego okolice w wyniku zaburzenia ich orbit przez siły pływowe Drogi Mlecznej. Podobnie jak siły pływowe Księżyca wywołują odkształcenie ziemskiej hydrosfery, wywołując pływy morskie, siły pływowe Galaktyki odkształcają orbity obiektów w zewnętrznych rejonach Układu Słonecznego, rozciągając je w kierunku centrum Galaktyki. Efekt ten jest zaniedbywalny dla obiektów w odległości poniżej 1000 j.a. od Słońca, czyli wszystkich dotychczas zaobserwowanych. Jednak dla obiektów Obłoku Oorta jego rola jest istotniejsza. Niewielkie rozciągnięcie orbit wzdłuż osi ku centrum Galaktyki, a spłaszczenie w kierunku prostopadłym może być wystarczające, aby wysłać niektóre obiekty w kierunku centrum Układu.
Odległość, w której grawitacja Słońca ustępuje wpływowi pływów galaktycznych, jest nazywana pływowym promieniem odcięcia i wynosi od 100 000 do 200 000 j.a. Wyznacza on granicę Obłoku Oorta, ponieważ obiekty w większej odległości nie są już grawitacyjnie związane ze Słońcem.
Pływy galaktyczne mogły również wpływać na powstanie Obłoku Oorta, zaokrąglając orbity planetozymali, które oddalały się od Słońca na większe odległości. Efekt pływów galaktycznych jest złożony i w dużej mierze zależy od indywidualnych parametrów orbity każdego ciała. Sumarycznie może jednak odpowiadać za pojawienie się 90% wszystkich widocznych komet długookresowych.

## Oddziaływanie z pobliskimi gwiazdami
Poza pływami galaktycznymi, główną przyczyną wytrącania komet z ich orbit wewnątrz Obłoku Oorta są grawitacyjne zaburzenia wywoływane przez pobliskie gwiazdy i obłoki molekularne. Orbitując wokół centrum Galaktyki, Słońce od czasu do czasu znajduje się w pobliżu innych układów gwiezdnych. Przykładowo, około 7 milionów lat temu w pobliżu naszego układu przeszła gwiazda Algol, a w ciągu najbliższych 10 milionów lat przejdzie gwiazda Gliese 710. Takie przejścia w szczególności rozpraszają orbity ułożone w płaszczyźnie ekliptyki, co może tłumaczyć obecny sferyczny kształt Obłoku Oorta.
W 1984 roku fizyk Richard A. Muller zapostulował istnienie dotychczas niewykrytego towarzysza Słońca, który mógłby być brązowym karłem lub wielkim gazowym olbrzymem, znajdującym się na wydłużonej orbicie wewnątrz Obłoku Oorta. Podobną hipotezę opublikował astronom John J. Matese w 2002 roku. Zauważył on, że szczególnie dużo komet pochodzi z określonego obszaru Obłoku Oorta, co można wytłumaczyć zaburzeniami wywoływanymi przez obiekt wielkości Jowisza, znajdujący się tam na wydłużonej orbicie. Taki obiekt, nazywany odpowiednio Nemesis lub Tyche, przechodziłby przez gęstsze rejony Obłoku raz na około 26 milionów lat, wywołując za każdym razem deszcz komet w wewnętrznym Układzie. Dotychczas nie znaleziono jednak żadnych dowodów jego istnienia.

## Obiekty Obłoku Oorta

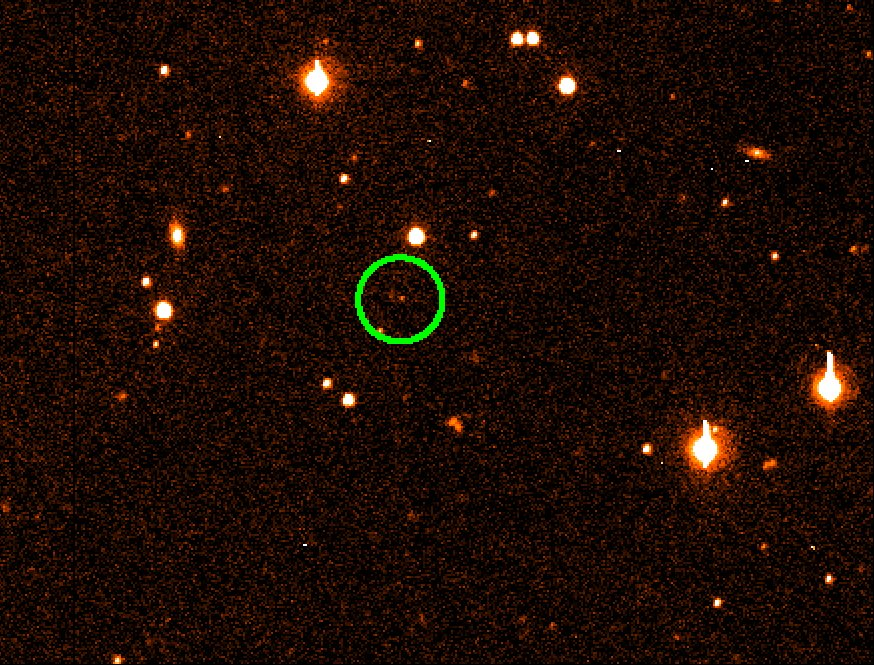
Sedna, prawdopodobny obiekt wewnętrznego Obłoku Oorta, odkryta w 2003 roku

Poza długookresowymi kometami tylko cztery znane obiekty mają orbity klasyfikujące je do Obłoku Oorta: (90377) Sedna, 2000 CR105, 2006 SQ372 i 2008 KV42. Pierwsze dwa, w przeciwieństwie do obiektów dysku rozproszonego, mają peryhelia poza zasięgiem oddziaływania Neptuna, co oznacza, że ich orbity nie mogą być wynikiem zaburzeń wywołanych przez planety-olbrzymy. Jeśli powstały w takiej odległości od Słońca, w jakiej znajdują się obecnie, ich orbity musiały początkowo być kołowe. W przeciwnym wypadku akrecja (zlepianie się mniejszych ciał w większe) nie byłaby możliwa z powodu zbyt dużych prędkości względnych planetozymali na różnych orbitach. Istnieje kilka możliwych wytłumaczeń, dlaczego ich aktualne orbity są tak wydłużone:
1. Ich orbity zostały rozciągnięte przez pobliską gwiazdę, gdy Słońce znajdowało się jeszcze w swojej pierwotnej gromadzie gwiazd[4].
2. Ich orbity zostały zaburzone przez nieznane dotychczas duże ciało znajdujące się w Obłoku Oorta[41].
3. Ich orbity zostały zaburzone przez Neptuna, gdy jego własna orbita była bardziej rozciągnięta niż dzisiaj.
4. Zostały przechwycone z obłoku podobnego do Obłoku Oorta należącego do innej gwiazdy.

Ze względu na nietypowość orbit tych obiektów czasem są one nazywane obiektami „rozszerzonego dysku rozproszonego”, bądź obiektami odłączonymi, a nie obiektami Obłoku Oorta.
| Numer  | Nazwa      | Średnica (km) | Peryhelium (j.a.) | Aphelium (j.a.) | Rok odkrycia | Odkrywca                                                        | Sposób określenia średnicy |
| ------ | ---------- | ------------- | ----------------- | --------------- | ------------ | --------------------------------------------------------------- | -------------------------- |
| 90377  | Sedna      | ~995 km       | 76,37             | 944             | 2003         | Brown, Trujillo, Rabinowitz                                     | termiczny                  |
| 148209 | 2000 CR105 | ~250 km       | 43,95             | 390 ± 1         | 2000         | Marc Buie                                                       | przypuszczalna             |
| 308933 | 2006 SQ372 | 50–100 km     | 24,20             | 2207 ± 2        | 2006         | A.C. Becker, A.W. Puckett, J. Kubica (Sloan Digital Sky Survey) | przypuszczalna             |
| 528219 | 2008 KV42  | 58,9 km       | 21,16             | 62,99           | 2008         | Teleskop Kanadyjsko-Francusko-Hawajski                          | przypuszczalna             |